# Sylvain Lévi
Ne doit pas être confondu avec Sylvain Lévy.
Pour les articles homonymes, voir Levi.
Sylvain Lévi, né le 29 mars 1863 à Paris et mort le 30 octobre 1935 à Paris, est un indologue français, professeur au Collège de France, membre d'honneur de l'Ecole française d'Extrême-Orient. Le sinologue Paul Pelliot (1878-1945) fut l'un de ses élèves. Il fit partie des premiers à s'intéresser à la langue tokharienne des Tokhariens (peuple indo-européen implanté dans le bassin du Tarim dès le VIIe siècle av. J.-C. dans le Xinjiang, à l'ouest de la Chine). Il rapprocha celle-ci du sanskrit et contribua à son déchiffrement.

## Biographie
Sylvain Lévi est né le 28 mars 1863 à Paris. Son père, Louis Philippe, était casquettier, rue des Blancs-Manteaux. Il entre en classe de 6e au lycée Charlemagne en octobre 1873.
En 1883, il passe l'agrégation de lettres puis à la rentrée 1883-1884, il est élève de l'indianiste Abel Bergaigne au cours de langue sanskrite de la IVe section de l'École pratique des hautes études (EPHE), où il est allocataire. C'est à cette époque qu'il est le précepteur des enfants du grand rabbin Zadoc Kahn.
En 1886, il devient maître de conférences pour la langue sanskrite à la IVe section de l’EPHE, puis pour les religions de l’Inde à la Ve section de l’EPHE. Quatre ans plus tard, il obtient un doctorat d’État ès Lettres dont la thèse principale est le théâtre indien. En 1894, il est élu professeur titulaire de la chaire de langue et littérature sanskrite du Collège de France.
Il participe à sa première mission d’une année en Inde, au Népal et au Japon en 1897 ; il revient par la Russie via la Sibérie. Il adresse l'année suivante une lettre publique à la Ligue française pour la défense des droits de l'homme et du citoyen en faveur du capitaine Dreyfus. Il entre par la suite au comité central de l’Alliance israélite universelle (AIU) à Paris.
Peu avant la Première Guerre mondiale, en 1913, il part pour Saint-Pétersbourg afin d'y étudier les manuscrits tokhariens. Une fois la guerre terminée, il intègre le Comité français d’études sionistes puis participe à différentes missions en Égypte, Syrie et Palestine puis enfin aux États-Unis. À la conférence de la paix de Versailles en 1919, il représente l’Alliance israélite universelle et siège dans la commission des affaires de Palestine.
L'année suivante, il est d'ailleurs élu président de l’Alliance israélite universelle, succédant ainsi à Narcisse Leven. En 1921, il effectue une seconde mission de longue durée en Inde, au Népal et en Extrême-Orient (Indochine, Japon, Chine) puis revient par la Mandchourie et la Russie soviétique en 1923.
La même année, en 1921, il rédige un rapport mitigé, teinté à la fois d'estime et de prudence, sur la thèse de doctorat de René Guénon consacrée à une Introduction générale à l'étude des doctrines hindoues, qui sera en revanche finalement refusée par le doyen de la Sorbonne puis publiée comme le premier grand ouvrage du métaphysicien.
Quatre ans plus tard, en 1927, il séjourne au Japon où vient de s’ouvrir, à son initiative, la Maison franco-japonaise. Il en est le premier directeur. Sylvain Lévi participe à la création de l’Institut de civilisation indienne attaché à la faculté des lettres de l’université de Paris.
Après son troisième séjour au Népal en 1929, il est élu président de la Société asiatique. Après l'arrivée au pouvoir d'Adolf Hitler en 1933, il prononce une allocution au palais du Trocadéro, où il proteste au nom de la France contre les persécutions antisémites.
L'année suivante, en 1934, il devient vice-président de l’Institut d’études japonaises à Paris. Il meurt un an plus tard à Paris lors d’une réunion de l’Alliance israélite universelle.

## Œuvres
- Ses travaux sur le Népal ont été publiés en français en trois volumes à Paris, en 1905 et 1908, sous le titre « Étude historique d’un royaume hindou : le Népal ». Réédité par Kailash Eds ; coffret ; étude (2 volumes) ; 11/2004 [lire en ligne]
- Le Théâtre Indien, Deuxième tirage, 1963, Publié à l'occasion du centenaire de la naissance de Sylvain Lévi, Bibliothèque de l'Ecole des Hautes Études, IVe section, 83e Fascicule, Paris, Distributeur exclusif: Librairie Honoré Champion.
- Lévi, S. 1898. La doctrine du sacrifice dans les Brâhmanas, Paris : Ernest Leroux, Bibliothèque de l’École des Hautes Études-Sciences religieuses [= BÉHÉ-SR], vol. 11. [lire en ligne]
- Lévi, S. 1966. Id., avec une préface de L. Renou, 2e éd., Paris : Presses Universitaires de France, BÉHÉ-SR, vol. 73.
- Lévi, S. 2003. Id., réimpr. de Lévi 1966, avec une postface inédite de Charles Malamoud, Brepols : Turnhout, BÉHÉ-SR, vol. 118.
- Asvaghosa, le sutralamkara et ses sources, S. Lévi, JA, 1908, 12, p. 57-193 lire en ligne sur Gallica
- Autour d'Asvaghosa, Sylvain Lévi, JA, Oc-Déc. 1929, p. 281-283
- Génie de l’Inde (trad. Roland Lardinois), Paris, Allia, 2008, 96 p. (ISBN 978-2-84485-287-8)
- Kanishka et Satavahana, Sylvain Lévi, JA, Jan-Mars 1936, p. 103-107
- Indochine, Ouvrage publié sous la direction de M. Sylvain Lévi (directeur de publication), Société d'éditions Géographiques, Maritimes et Coloniales, Paris, 1931 (Publié dans la collection Exposition coloniale internationale de Paris de 1931)
- Le Bouddhisme et les Grecs, S. Lévi, R.H.R. 23 (1891), p. 37
- L'énigme des 256 nuits d'Asoka, Sylvain Lévi, JA 1948, p. 143-153
- Les études orientales, par Sylvain Lévi, Annales du musée Guimet numéro 36, Hachette 1911, ANU DS1.P32.t36
- Les grands hommes dans l'histoire de l'Inde, par Sylvain Lévi, Annales du musée Guimet numéro 40, Hachette 1913, ANU A DS1.P32.t40
- Les seize Arhats protecteurs de la loi, Sylvain Lévi et Édouard Chavannes, JA 1916, vol. II, p. 204-275
- Le sutra du sage et du fou, Sylvain Lévi, JA, Oc-Déc. 1925, p. 320-326, ANU pBL1411.A82.L4
- L'inde civilisatrice, aperçu historique, S. Lévi, Paris 1938
- L'Inde et le Monde, par Sylvain Lévi, Honoré Champion 1926, ANU G B131.L4
- Madhyantavibhangatika, tr. S. Lévi ?, ANU BQ2965.Y3
- Mahayanasutralamkara, exposé de la doctrine du Grand Véhicule selon le système Yogachara, tr. française Sylvain Lévi, Librairie Honoré Champion, 5 Quai Malaquais, Paris 1911, réimpression Rinsen Book Co. Kyoto 1983  (ISBN 4-653-00951-1) ANU BQ3002.L48.1983.t2
- Maitreya, le consolateur, S. Lévi, Mélanges Linossier, II, pp. 362–3 & pp. 355–402
- Matériaux pour l'étude du système Vijnaptimatra, Sylvain Lévi, Paris Chanmpion 1932
- Nairatmyapariprccha, Sylvain Lévi, JA, Oct-Déc. 1928, p. 209-215
- Notes indiennes, Sylvain Lévi, JA, Janv. Mars 1925, p. 26-35
- Notes sur les manuscrits sanscrits provenant de Bamiyan et de Gilgit, S. Lévi
- Observations sur une langue précanonique du bouddhisme, S. Lévi, JA Nov-Déc. 1912, p. 511
- Sur la récitation primitive des textes bouddhiques, Sylvain Lévi, JA, Mai-Juin 1915, p. 401-407
- Une langue précanonique du bouddhisme, S. Lévi, JA 1912, p. 495-514
- Vijnaptimatratasiddhi, Sylvain Lévi, Paris 1925, ANU AA BL1405.B8
- Vimsika-Vimsatika de Vasubandhu, tr. S. Lévi, Bibliothèque de l'École des Hautes Études fascicule 245-1925 et 260-1932 Paris

JA = Journal Asiatique,

## Honneurs et distinctions
- Sylvain Lévi est nommé chevalier de la Légion d'honneur le 1er aout 1910, et promu officier le 31 janvier 1923.